# 신순식
신순식(申舜植, 1959년 ~ )는 대한민국의 공무원이며, 전북지방체신청 청장, 전남지방체신청 청장, 부산지방체신청 청장, 충청지방체신청 청장 및 한국스마트그리드사업단 단장을 역임하였다.

## 학력
- 1977년 광주제일고등학교 졸업
- 1981년 한양대학교 경제학과 졸업

## 경력
- 1980년 제24회 행정고시 합격
- 1981년 ~ 1982년 전라남도청 수습행정관
- 1982년 순천우체국 전신전화과 과장
- 1982년 ~ 1983년 영산포우체국 국장
- 1985년 ~ 1988년 체신부공무원교육원
- 1993년 ~ 1994년 전남체신청 전파국 국장
- 1994년 ~ 1995년 통신개발연구원 파견
- 정보통신부 통신위성과 과장
- 정보통신부 방송과 과장
- 정보통신부 총무과 과장
- 2000년 8월 정보통신부 정보화기획실 기획총괄과 과장
- 2002년 2월 ~ 2003년 제21대 전북체신청 청장
- 2003년 ~ 2005년 미국 플로리다주립대학교 파견
- 2005년 2월 ~ 2006년 2월 전남체신청 청장
- 2006년 2월 제49대 부산체신청 청장
- 2007년 9월 우정사업본부 경영기획실 실장
- 2009년 5월 ~ 2010년 2월 제52대 충청체신청 청장
- 2010년 3월 한국부품소재투자기관협의회 상근부회장
- 2014년 3월 ~ 2016년 3월 제3대 한국스마트그리드사업단 단장
- 2021년 한국전기산업진흥회 상근부회장

## 가족 관계
- 배우자: 김미정 ( ~ 2025년 8월 7일)
  - 슬하: 신민지 (광주방송 현직 근무), 신예림, 신현민